# Benny Blanco
Benny Blanco (zapis stylizowany na benny blanco), właśc. Benjamin Joseph Levin (ur. 8 marca 1988 w Reston) – amerykański producent muzyczny i autor tekstów piosenek. Laureat nagrody Hall David Starlight w 2013 roku od Songwriters Hall of Fame. Pięciokrotny zdobywca nagrody BMI Songwriter of the Year oraz zdobywca nagrody IHeart Radio Producent roku 2017.
Jako producent i autor tekstów Blanco przyczynił się do sprzedaży setek milionów albumów na całym świecie dzięki współpracy z takimi artystami, jak Ed Sheeran, Justin Bieber, Halsey, Katy Perry, Maroon 5, Kesha, Britney Spears, Rihanna, Sia, The Weeknd, Selena Gomez, Adam Lambert, Charlie Puth, Keith Urban, Tory Lanez, Wiz Khalifa, Kanye West, J Balvin i Juice Wrld. Jest także założycielem dwóch wytwórni we współpracy z Interscope Records, Mad Love Records i Friends Keep Secrets.
W lipcu 2018 roku Blanco wydał piosenkę „Eastside” pod własnym nazwiskiem, we współpracy z Halsey i Khalid. Zadebiutował na 9. miejscu na liście Billboard Hot 100. Po „Eastside” nastąpił „I Found You” z Calvinem Harrisem, „Better to Lie” z Jessem i Swae Lee, „Roses” i „Graduation” z Juice Wrldem oraz „Roses” z Brendonem Urie, a on wydał swój pierwszy album nieco później w 2018.

## Życiorys

### Początki kariery
Blanco, Żyd pochodzący z Północnej Wirginii, zaczął od produkcji instrumentali hip-hopowych w swojej sypialni i nagrywania na nich własnych wokali. Jego pierwszy poważny kontakt z muzyką miał miejsce w 1994 roku, kiedy miał 5 lat z „The World Is Yours” i All-4-One na kasetach, co miało duży wpływ na jego wczesne produkcje. Po wczesnych eksperymentach z tworzeniem beatów i nagrywaniem się na swoim boomboxie rapowanie Blanco przykuło uwagę The Source i kierownictwa Columbia Records.
Blanco ostatecznie zapewnił praktykę u producenta Disco D po wielu podróżach do Nowego Jorku z jego domu w Wirginii, aby spotkać się z wytwórniami i producentami.

### Po 2008
Mentorem Blanco przez kilka lat był autor piosenek i producent dr Luke, który podpisał kontrakt z Blanco i jego wydawnictwem Prescription Songs. Pod opieką doktora Luke’a Blanco był współproducentem i współautorem wielu piosenek, w tym takich hitów jak „Teenage Dream” Katy Perry, „TiK ToK” Keshy i „Dynamite” Taio Cruz.
W 2008 roku brał udział w pisaniu i produkcji „Circus” Britney Spears (z dr Luke i Claude Kelly). Piosenka osiągnęła trzecie miejsce na liście Billboard Hot 100 i numer jeden w amerykańskim radiu pop i jest jej drugą najlepiej sprzedającą się cyfrową piosenką w Stanach Zjednoczonych, sprzedając ponad 3,2 miliona pobrań od lipca 2016 r. W skali globalnej „Circus” był jednym z 10 najlepiej sprzedających się utworów roku 2009, z 5,5 milionami egzemplarzy cyfrowych sprzedanych w tym roku na całym świecie, według IFPI.
W 2011 roku Blanco napisał i wyprodukował swoje pierwsze hity na listach przebojów bez Dr. Luke’a, wśród nich „Moves Like Jagger” Maroon 5, „Stereo Hearts” Gym Class Heroes i „Don't Trust Me” 3OH!3. W tym samym roku Blanco rozpoczął pracę nad albumem Maroon 5, sprzedającym się platyną, Overexposed i głównym singlem „Payphone” z udziałem Wiz Khalify.
13 czerwca 2013 r. Blanco otrzymał nagrodę Hal David Starlight podczas 44. corocznej ceremonii Songwriters Hall of Fame, zaszczytu przyznawanego młodym artystom, którzy już wywarli wrażenie na przemyśle muzycznym. W swojej mowie akceptacyjnej zażartował: „Wybrali niewłaściwą osobę, jestem w pokoju z ludźmi, którym prawdopodobnie powinienem podawać jedzenie”.
Od tego czasu Blanco zgromadził łącznie 29 piosenek numer jeden i jest rozpoznawany za swoje osiągnięcia z takimi artystami jak Ed Sheeran, Justin Bieber, The Weeknd, Selena Gomez, Ariana Grande, Britney Spears, Lana Del Rey, Miguel, Halsey i Camila Cabello.
Blanco otrzymał tytuł Producenta Roku na iHeartRadio Music Awards 2017.

### Wytwórnie płytowe
W 2014 roku Blanco założył dwie wytwórnie wydawnicze w ramach Interscope Records, Mad Love Records i Friends Keep Secrets. Do tej pory wydawnictwa Mad Love obejmują następujących artystów, z których wielu było początkowo podpisanych z wydawnictwem Blanco Friends Keep Secrets:
- Tory Lanez[17]
- Cashmere Cat[18]
- Trill Sammy[19]
- 6 Dogs[20]
- Ryn Weaver[20]
- Jessie Ware[21]

### Projekty artystów
W 2007 roku Blanco połączył siły z raperem z Baltimore, Spank Rockiem, aby wydać Spank Rock i Benny Blanco Are ... Bangers & Cash, wspólną EP dla obu artystów, opartą na 2 samplach Live Crew, które zwróciły uwagę wielu w branży i wywołały znajomości. przyszłym współpracownikom Amandzie Blank i Santigold. EP otrzymała uznanie od Rolling Stone, Pitchfork i nie tylko.
W lipcu 2018 roku Blanco wydał swoją debiutancką piosenkę jako samodzielny artysta solowy, „Eastside” z udziałem Halsey i Khalida, we własnej wytwórni Friends Keep Secrets we współpracy z Interscope Records. Później w 2018 roku wydał drugi, trzeci i czwarty singiel: „I Found You” z Calvinem Harrisem, „Better to Lie” z Jessem i Swae Lee oraz „Roses” z Juice Wrldem z udziałem Brendona Uriego. Jego debiutancki album Friends Keep Secrets został wydany 7 grudnia 2018 roku.
W styczniu 2019 r. Blanco wydał „I Found You / Nilda’s Story” z Calvinem Harrisem i Miguelem w związku z uruchomieniem funduszu The While They Wait Fund na rzecz osób ubiegających się o azyl w Stanach Zjednoczonych, z inicjatywy Brooklyn Defender Services, Refugee and Immigrant Center dla edukacji i usług prawnych oraz American Civil Liberties Union. Piosenka zadebiutowała teledyskiem wyreżyserowanym przez Jake’a Schreiera, podkreślającym historię pewnej kobiety z Hondurasu, Nildy i jej dwuletniego syna Keydena.
W lutym 2019 roku Blanco wydał „I Can’t Get Enough” z Tainy, Seleną Gomez i J Balvinem. 30 sierpnia 2019 roku Blanco wydał wraz z Juice Wrld piosenkę zatytułowaną „Graduation”, ich drugą współpracę po „Roses”.
W październiku 2020 roku Blanco wydał swoją pierwszą współpracę artystyczną z Justinem Bieberem, zatytułowaną „Lonely”.

### Media
9 marca 2020 roku Blanco i uznany szef kuchni Matty Matheson zadebiutowali na kanale Benny’ego na YouTube w nowym wspólnym programie kulinarnym, Matty i Benny Eat Out America. Pierwszy odcinek zawierał wizytę za kulisami w programie innego YouTubera Kenny’ego Beatsa „The Cave”, gdzie Benny uczy Matty’ego rapu. Dodatkowe odcinki obejmowały Lil Dicky, Mason Ramsey, Diplo, Laird Hamilton i innych.
16 kwietnia 2020 roku Blanco zadebiutował w telewizji, grając fabularyzowaną wersję siebie w pierwszym oraz drugim sezonie serialu Dave na kanale FXX z Lil Dicky.

## Dyskografia

### Albumy
| Rok  | Album | Pozycja na listach | Pozycja na listach | Pozycja na listach | Pozycja na listach | Pozycja na listach | Certyfikat         |
| Rok  | Album | US                 | AUS                | CAN                | IRE                | NOR                | Certyfikat         |
| ---- | --- | ------------------ | ------------------ | ------------------ | ------------------ | ------------------ | ------------------ |
| 2018 | Friends Keep Secrets - Data: 7 grudnia 2018 - Wydawca: Friends Keep Secrets, Interscope - Format: CD, digital download, streaming | 41                 | 55                 | 21                 | 74                 | 35                 | - POL: złota płyta |

### Single
| Rok                                                                                            | Tytuł                                                      | Pozycja na listach | Pozycja na listach | Pozycja na listach | Pozycja na listach | Pozycja na listach | Pozycja na listach | Pozycja na listach | Pozycja na listach | Pozycja na listach | Pozycja na listach | Certyfikat | Album                          |
| Rok                                                                                            | Tytuł                                                      | US                 | AUS                | CAN                | DEN                | GER                | IRE                | NOR                | NZL                | SWE                | UK                 | Certyfikat | Album                          |
| ---------------------------------------------------------------------------------------------- | ---------------------------------------------------------- | ------------------ | ------------------ | ------------------ | ------------------ | ------------------ | ------------------ | ------------------ | ------------------ | ------------------ | ------------------ | --- | ------------------------------ |
| 2018                                                                                           | „Eastside” (oraz Halsey, Khalid)                           | 9                  | 2                  | 6                  | 2                  | 15                 | 1                  | 3                  | 1                  | 7                  | 1                  | - USA: 4× platynowa płyta - AUS: 9× platynowa płyta - UK: 2× platynowa płyta - GER: złota płyta - DEN: platynowa płyta - NOR: platynowa płyta - SWE: platynowa płyta - CAN: 3× platynowa płyta - NZL: 3× platynowa płyta - POL: 2× platynowa płyta | Friends Keep Secrets           |
| 2018                                                                                           | „I Found You” (oraz Calvin Harris)                         | –                  | 54                 | 95                 | –                  | –                  | 24                 | –                  | –                  | –                  | 29                 | - UK: srebrna płyta | Friends Keep Secrets           |
| 2018                                                                                           | „Better to Lie” (oraz Jesse, Swae Lee)                     | –                  | –                  | –                  | –                  | –                  | 88                 | –                  | –                  | –                  | –                  | | Friends Keep Secrets           |
| 2018                                                                                           | „Roses” (oraz Juice Wrld, gośc. Brendon Urie)              | 85                 | –                  | 58                 | –                  | –                  | 81                 | 38                 | –                  | –                  | –                  | - USA: 2× platynowa płyta - CAN: platynowa płyta | Friends Keep Secrets           |
| 2019                                                                                           | „I Found You / Nilda’s Story” (oraz Calvin Harris, Miguel) | –                  | –                  | –                  | –                  | –                  | –                  | –                  | –                  | –                  | –                  | |                                |
| 2019                                                                                           | „I Can't Get Enough” (oraz Tainy, Selena Gomez, J Balvin)  | 66                 | 43                 | 33                 | –                  | 53                 | 20                 | –                  | –                  | 53                 | 42                 | - USA: złota płyta - CAN: platynowa płyta - POL: złota płyta |                                |
| 2019                                                                                           | „Graduation” (oraz Juice Wrld)                             | –                  | –                  | 90                 | –                  | –                  | 56                 | –                  | –                  | –                  | 88                 | - USA: platynowa płyta | Friends Keep Secrets 2         |
| 2020                                                                                           | „Lonely” (oraz Justin Bieber)                              | 14                 | 11                 | 1                  | 11                 | 9                  | 7                  | 1                  | 12                 | 15                 | 17                 | - NOR: złota płyta - CAN: złota płyta - POL: 2× platynowa płyta | Justice Friends Keep Secrets 2 |
| 2020                                                                                           | „Real Shit” (oraz Juice Wrld)                              | 72                 | 52                 | 52                 | –                  | –                  | 57                 | –                  | –                  | –                  | 75                 | | Friends Keep Secrets 2         |
| „–” oznacza nagranie które nie zostało uwzględnione lub nie było wypuszczone na tym terytorium |                                                            |                    |                    |                    |                    |                    |                    |                    |                    |                    |                    | |                                |

### Produkcja piosenek
Blanco napisał oraz wyprodukował piosenki dla tych artystów, w tym: Ed Sheeran („Don’t” and „Castle on the Hill”), Justin Bieber („Love Yourself”), Major Lazer („Cold Water”), Maroon 5 („Moves Like Jagger”, „Don't Wanna Know”, „Payphone”, „Maps”, „Animals”), Katy Perry („Teenage Dream”, „California Gurls”), Rihanna („Diamonds”), Kesha („TiK ToK”), Taio Cruz („Dynamite”), Wiz Khalifa („Work Hard, Play Hard”), Gym Class Heroes („Stereo Hearts”), Lil Dicky („Earth”), Tory Lanez („Luv”), and Anne-Marie („2002”)